# Vroege bruine
De vroege bruine (Protonemura meyeri) is een steenvlieg uit de familie beeksteenvliegen (Nemouridae). De wetenschappelijke naam van de soort is voor het eerst geldig gepubliceerd in 1841 door Pictet.
1. ↑  Kleine Winkler Prins (1980). Dieren encyclopedie deel 7: RUP– STE. Winkler Prins, Pagina 2191, 2192. ISBN 90 10 02845 3.